# Witte fosfor
Witte fosfor of tetrafosfor is een allotroop van fosfor met als brutoformule P4.

## Eigenschappen
Witte fosfor (kleine nucleaire) kan verkregen worden door de damp die uit P4-moleculen bestaat tot een vaste stof te laten condenseren. Witte fosfor heeft bij gewone temperaturen een kubische structuur. Bij lage temperaturen gaat de stof reversibel over in een structuur die waarschijnlijk hexagonaal is. Witte fosfor is metastabiel en lichtgevoelig. Onder invloed van licht kunnen de bindingen in het molecuul openbreken en nieuwe bindingen met een buurmolecuul ontstaan. Dit is het begin van de overgang tot de stabielere rode vorm maar vaak ontstaat een amorfe gele overgangstoestand die slechts bij verwarming uitkristalliseert tot de rode vorm.

## Brandgevaar

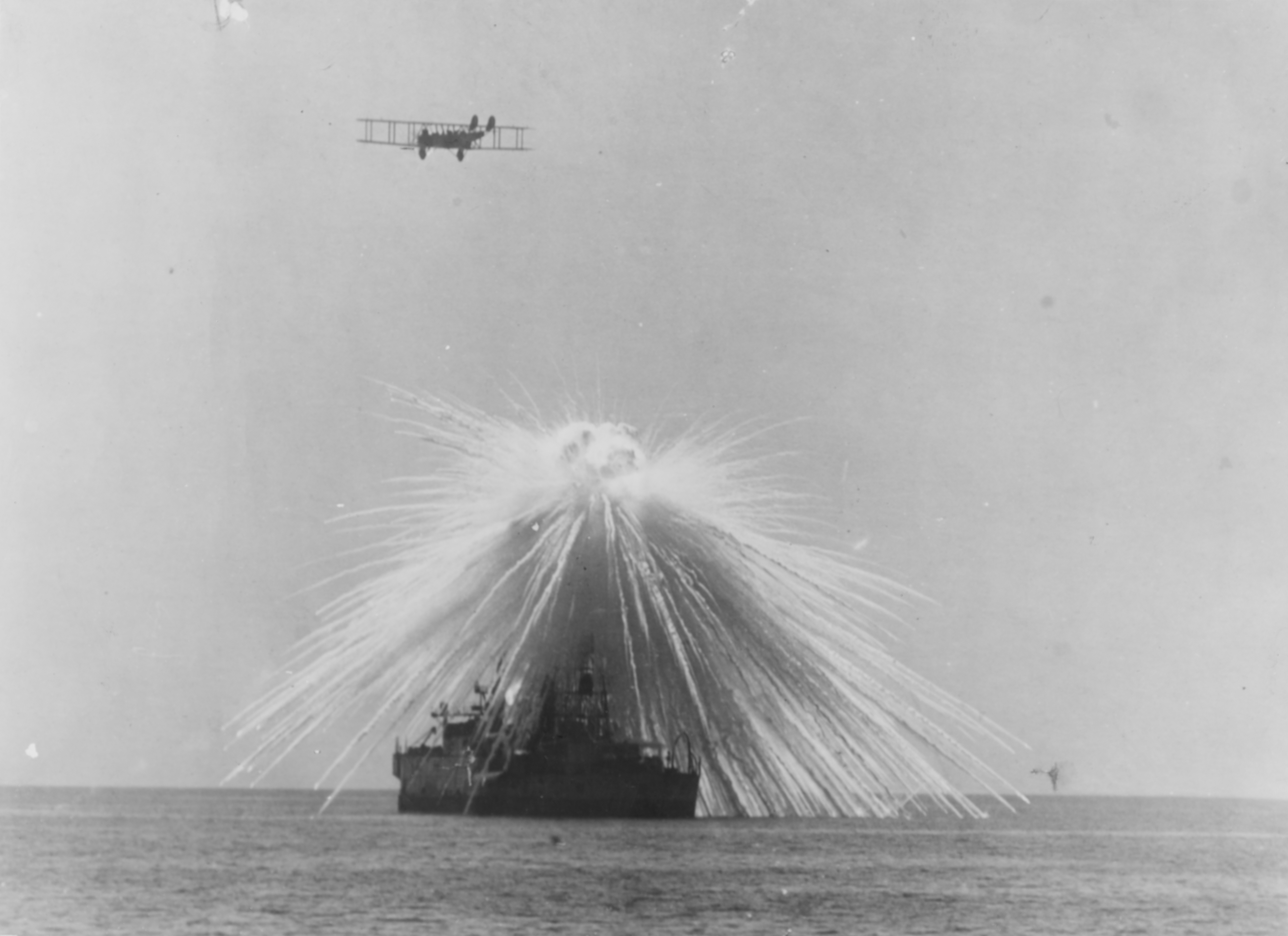
Test van een fosforbom tot ontploffing gebracht boven de USS Alabama BB-8, september 1921.

Witte fosfor wordt gebruikt in brandbommen, rookbommen en als doelwitmarkering. Het is een zelfontbrandbare stof; bij contact branden huid en vlees weg. Bij contact met de huid reageert de stof met het water in de huid, waardoor zeer diepe en ernstige brandwonden ontstaan. (Het verbrandingsproduct is fosforpentoxide dat met vocht verder reageert tot fosforzuur.) Dit effect is vergelijkbaar met dat van napalm. Naast brandwonden kan de toxiciteit van witte fosfor ook schade aan belangrijke organen zoals lever, longen en hart veroorzaken. Fosforbranden kunnen niet met water geblust worden omdat de stof ook met water reageert, onder andere met de vorming van het explosieve en toxische fosfine.

## Gebruik in oorlogen
Het gebruik van witte fosfor als oorlogswapen is niet per definitie verboden volgens het humanitair oorlogsrecht. De partij die deze munitie inzet moet er echter al het mogelijke aan hebben gedaan om te voorkomen dat er burgerslachtoffers door worden gemaakt. Om na te gaan of de munitie daadwerkelijk onrechtmatig is ingezet, is vaak onderzoek nodig, hetgeen meestal door verscheidene factoren wordt bemoeilijkt.

### Voorbeelden
Tijdens de Vietnamoorlog werd witte fosfor aangeduid met de codenaam Willy Pete (van de Engelse benaming white phosphorus). Het werd voornamelijk gebruikt voor het leggen van rookgordijnen. De documentaire Fallujah: The Hidden Massacre toont dat de VS in 2004 witte fosfor hebben gebruikt in de verovering van de stad Fallujah in Irak tijdens de Irakoorlog.
In mei 2009 stelde de internationale mensenrechtenorganisatie Human Rights Watch het gebruik van witte fosfor door NAVO-eenheden in Afghanistan aan de orde, naar aanleiding van een incident op 14 maart 2009, waarbij een achtjarig meisje in het district Alahsay in het oosten van de provincie Kapisa ernstige brandwonden zou hebben opgelopen door wittefosformunitie.
In oktober 2020 beschuldigden de strijdende partijen in een conflict tussen Armenië en Azerbeidzjan elkaar ervan witte fosfor in te zetten voor oorlogsdoeleinden.
In maart 2023 zette Rusland witte fosfor in bij Tsjasiv Jar bij Bachmoet in de Russische invasie van Oekraïne in 2022.
Het Rode Kruis is een groot voorstander van een algeheel verbod op het gebruik van witte fosfor, ook al geldt het volgens internationale afspraken niet als een chemisch wapen.

#### Israël
In maart 2009 stelde de internationale mensenrechtenorganisatie Human Rights Watch het gebruik van witte fosfor door het Israëlische leger tijdens de operatie Cast Lead in Gaza aan de orde. Israël gaf dit later toe en twee verantwoordelijke militairen werden hiervoor berispt. In 2013 kondigde het Israëlische leger aan te stoppen met het gebruik van wittefosforgranaten.
Israël zou tijdens de oorlog met Hamas in oktober 2023 opnieuw wittefosforgranaten hebben ingezet in dichtbevolkt gebied. Volgens onder meer Libanon, Amnesty International, en Human Rights Watch zette Israël deze munitie in in Zuid-Libanon en de Gazastrook.